# Романув (Люблінський повіт)
Романув (пол. Romanów) — село в Польщі, у гміні Бихава Люблінського повіту Люблінського воєводства.
Населення — 85 осіб (2011).
У 1975-1998 роках село належало до Люблінського воєводства.

## Демографія
Демографічна структура станом на 31 березня 2011 року:
|          | Загалом | Допрацездатний вік | Працездатний вік | Постпрацездатний вік |
| -------- | ------- | ------------------ | ---------------- | -------------------- |
| Чоловіки | 40      | 7                  | 27               | 6                    |
| Жінки    | 45      | 7                  | 19               | 19                   |
| Разом    | 85      | 14                 | 46               | 25                   |

## Персоналії
```
* 
Каєтан Крашевський
```